# Plantenveredeling

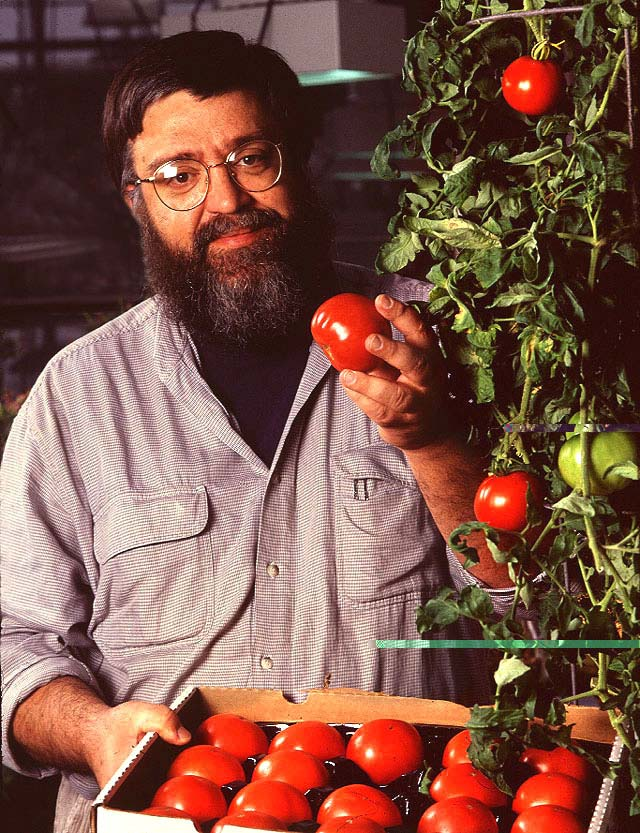
Kweker toont tomaten met door biotechnologie ingebouwd ACC-synthesegen

Plantenveredeling is het door kunstmatige selectie ontwikkelen van planten die zo goed mogelijk aan de eisen van de mens voldoen. Een veredelaar selecteert planten met de voor een bepaald doel beste erfelijke eigenschappen en maakt daar nieuwe rassen van. Als zodanig is het te vergelijken met het fokken van huisdieren en landbouwhuishouddieren.
Onder plantenveredeling valt enerzijds het kweken (veredelen) van nieuwe rassen en anderzijds de bestudering van de grondslagen waarop het kweken berust en van de middelen waardoor het kweken wordt bevorderd. Binnen de plantenveredeling wordt kennis toegepast uit verschillende vakgebieden, onder andere erfelijkheidsleer, plantenziektenkunde, biotechnologie en wiskundige statistiek.

## Geschiedenis van de veredeling
Het aanpassen van gewassen aan de behoeften van de mens gebeurt al sinds het jagen/verzamelen werd aangevuld met en grotendeels vervangen door landbouw en tuinbouw. De eerste fase bestond uit het overhouden van zaden van aantrekkelijke planten waaruit op lange termijn de landrassen (genetisch brede populaties) ontstonden. Dit is overigens ook van toepassing op dierlijke rassen. Pas nadat de wetmatigheden van de genetische vererving rond 1880 duidelijk werden kwam de veredeling in een stroomversnelling. Nieuwe technieken leidden snel tot een gespecialiseerde beroepsmatige uitoefening van de plantenveredeling. Het vervaardigen van zuivere lijnen door herhaalde zelfbevruchting werd veel toegepast en er werd gebruikgemaakt van de hybride groeikracht door zuivere lijnen met elkaar te kruisen. Opbrengstverhoging, opbrengstzekerheid en een verbeterde productkwaliteit konden hierdoor worden gerealiseerd.

## Principe
Het principe van de plantenveredeling is zo veel mogelijk goede eigenschappen in één plantenras te verenigen. Gewenste eigenschappen kunnen zijn:
- Hoge opbrengst per plant of per hectare
- Optimale smaak
- Optimale esthetische kenmerken (zoals sierplanten of fruit)
- Resistentie tegen ziektes
- Goede aanpassing aan omstandigheden (bodem, weer)
- Meer vitamine (gezondere groente)

## Klassieke veredeling

### Bulk Selectie
De simpelste veredelingsmethode is selectie: een groep planten onderling vergelijken, en de beste hieruit gebruiken voor vermeerdering (fenotypische selectie). Op deze wijze zijn in het verleden veel rassen ontstaan. De voorwaarde is dat de populatie over een voldoende genetische variatie beschikt. Voor een snelle en succesvolle veredeling is deze methode niet zeer geschikt.

### Kruising
Als de gewenste eigenschappen aanwezig zijn in verschillende planten, kan de veredelaar proberen deze in één plant te verenigen door de twee ouderplanten te kruisen. Vervolgens selecteert de veredelaar de nakomelingen.

## Moderne veredeling
Bij klassieke veredeling duurt de hele cyclus van kruising tot introductie van een nieuw ras acht tot 30 jaar. Deze tijd kan tegenwoordig echter verkort worden door gerichter te selecteren. Hiervoor zijn verschillende technologieën ontwikkeld, die als moderne veredeling samengevat worden.

### Marker assisted breeding
Er kan gebruik gemaakt worden van Marker Assisted Breeding. Hierbij wordt bij de te selecteren rassen een DNA-analyse gemaakt en met behulp van bepaalde diagnostische markers eigenschappen gedetecteerd. Deze merkers zorgen ervoor dat planten gescreend kunnen worden op de aan -of afwezigheid van genetische variatie. Met een moleculaire marker kan bijvoorbeeld in aardappel resistentie voor Phytophthora worden gevolgd. Een veredelaar kan daardoor zonder veldproeven planten selecteren.

### Weefselkweek
De vermeerdering van nieuwe rassen kan ook sneller verlopen door gebruik te maken van in-vitrocultuur.

### Mutatie-inductie
Soms wordt gebruikgemaakt van mutatieveredeling: technieken die ervoor zorgen dat er variaties optreden in het DNA. Een klein deel van deze variaties kan een nuttige eigenschap geven aan een plant.

### Gentechnologie
Sinds het eind van de twintigste eeuw wordt ook gebruikgemaakt van gentechnologie om sneller resultaat te verkrijgen. Hierbij laat men niet de natuur door toeval de combinatie van eigenschappen in de nakomelingen bepalen, maar men grijpt gericht in op het niveau van het DNA. Daardoor kan men bijvoorbeeld aan een bestaand ras een gen voor ziekteresistentie toevoegen.

## Kwekersrecht
Als het veredelingsproduct goed presteert in vergelijking met de al bestaande rassen, kan dit vermeerderd en op de markt gebracht worden. Een veredelingsbedrijf kan de ontwikkelingskosten van een nieuw ras terugverdienen door er kwekersrecht op aan te vragen.